# Ультрамонтанство
Ультрамонта́нство (від вислову італ. papa ultramontano — «папа з-за гір») — ідеологія й течія в Римо-католицькій церкві, що виступала за жорстке підкорення національних католицьких церков Папі римському, а також захищала верховну світську владу пап над світськими правителями Європи.
Сам термін виник не пізніше XIII століття і первинно означав папу, обраного не з італійців, а з іншої країни — papa ultramontano.
Назва «ультрамонтанство» застосовувалась у Франції та Німеччині до папи та його прибічників уже в середньовіччі, вперше на Констанцькому соборі; але особливо популярним цей термін став у Франції після 1682 року, коли собор французького духовенства прийняв вироблену Жак Бенінь Боссюе декларацію, яка обмежувала, певною мірою, владу папи. Ця декларація дала поштовх розвитку галіканству. Ультрамонтанство було назвою протилежного галіканству напрямку самого папи й духовенства Італії, а також їхніх прибічників у Франції, й було передусім реакцією на протестантський принцип Cuius regio, eius religio.
Згодом термін увійшов до загального вжитку на позначення найбільш ортодоксального, найпослідовнішого напрямку клерикалізму. Світогляд ультрамонтанства особливо яскраво виражено у творі Жозефа де Местра «Du pape».
У XIX столітті відмінність ультрамонтанства від решти клерикалів стало менш різким.
Після Першого Ватиканського собору, який був значною мірою ідейною перемогою ультрамонтанства, й ліквідації Папської держави 1870 року, рух зійшов нанівець.